# San Juan de los Lagos
San Juan de los Lagos est une ville et une municipalité de l'État de Jalisco au Mexique. Elle est le siège du diocèse de San Juan de los Lagos avec sa Cathédrale Basilique Notre-Dame de San Juan de los Lagos vouée à Notre-Dame, lieu de pèlerinage fameux après celui de la Vierge de Guadalupe à Mexico.